# Niels Jensen (bokser)
 For alternative betydninger, se Niels Jensen. (Se også artikler, som begynder med Niels Jensen)
Niels Jensen var norsk bokser som boksede for Bergens Atletklub. Han vandt en guldmedalje i vægtklassen fjervægt i NM 1918 og i NM 1919.